# Новодубрівка
Новодубрі́вка — станція на залізниці Старокостянтинів — Калинівка, між зупинкою Залісся і станцією Хмільник.
Найближче село — Куманівці.
Зупиняється двічі на день дизель-поїзд «Хмельницький — Вінниця» (квитки можна купити в поїзді).